# Monday.com
monday.com é um sistema operacional de trabalho (em inglês: work operating system) que permite que as organizações criem aplicativos personalizados de fluxo de trabalho em um ambiente sem código — para executar projetos, processos e trabalho diário. Desde 2020, a empresa atende cerca de cem mil organizações de cerca de duzentos mercados verticais, incluindo muitas organizações não técnicas. Em julho de 2019, a empresa levantou 150 milhões de dólares, com base na avaliação de 1,9 bilhão de dólares.

## História
O produto começou em 2010 como uma ferramenta interna da empresa israelense Wix.com. Em fevereiro de 2012, deixou a Wix para se tornar uma empresa separada chamada daPulse, com Roy Mann, ex-funcionário da Wix como CEO. Em agosto daquele ano, a empresa levantou 1,5 milhão de dólares em financiamento inicial.
Em junho de 2016, a empresa anunciou o fechamento de 7,6 milhões de dólares.
Em abril de 2017, a empresa levantou 25 milhões de dólares.
Em novembro de 2017, a empresa mudou sua marca de daPulse para monday.com.
Em julho de 2018, a empresa levantou 50 milhões de dólares.
Em julho de 2019, a empresa anunciou que havia levantado 150 milhões de dólares, elevando o financiamento total para 234,1 milhões de dólares.
A partir de 2021, a empresa relatou que estava atendendo a mais de 127.000 clientes em mais de 200 setores empresariais. Em maio de 2020, a empresa ganhou o Prêmio Webby 2020 de Produtividade na categoria Apps, Mobile & Voice. Em maio de 2021, a empresa entrou com pedido de IPO nos EUA. A empresa abriu capital em 10 de junho de 2021.

## Sobre o produto
O monday.com é uma plataforma online e móvel para a gestão de tarefas, incluindo o acompanhamento de projetos, prazos e colaboração da equipe. O produto pode ser personalizado para atender a uma ampla gama de operações comerciais, incluindo P&D, marketing, vendas, TI, suporte ao cliente, RH e produção de mídia. Os recursos da plataforma incluem mais de cem receitas de automação pré-construídas e mais de cinquenta integrações com outros aplicativos de trabalho. A Forrester, Inc. relata que "o Monday.com se destaca na gerência do trabalho, oferecendo recursos de planejamento altamente flexíveis".

### Recursos de Work OS
Conhecido por suas funções de gerenciamento de projetos, também tem excelentes funções quando utilizado como uma ferramenta de CRM.  Em fevereiro de 2020, o monday.com lançou o monday 2.0, classificado como um Work OS.

### API
A versão 1 da API do monday.com utiliza REST JSON Application Programmable Interface (API). A API é capaz de manipular solicitações de Cross-Origin Resource Sharing (CORS) e usa um token de API como autenticação.

A versão 2 de sua API é baseada na estrutura GraphQL (uma alternativa à API baseada em REST).